# خیابان شهید کلاهدوز

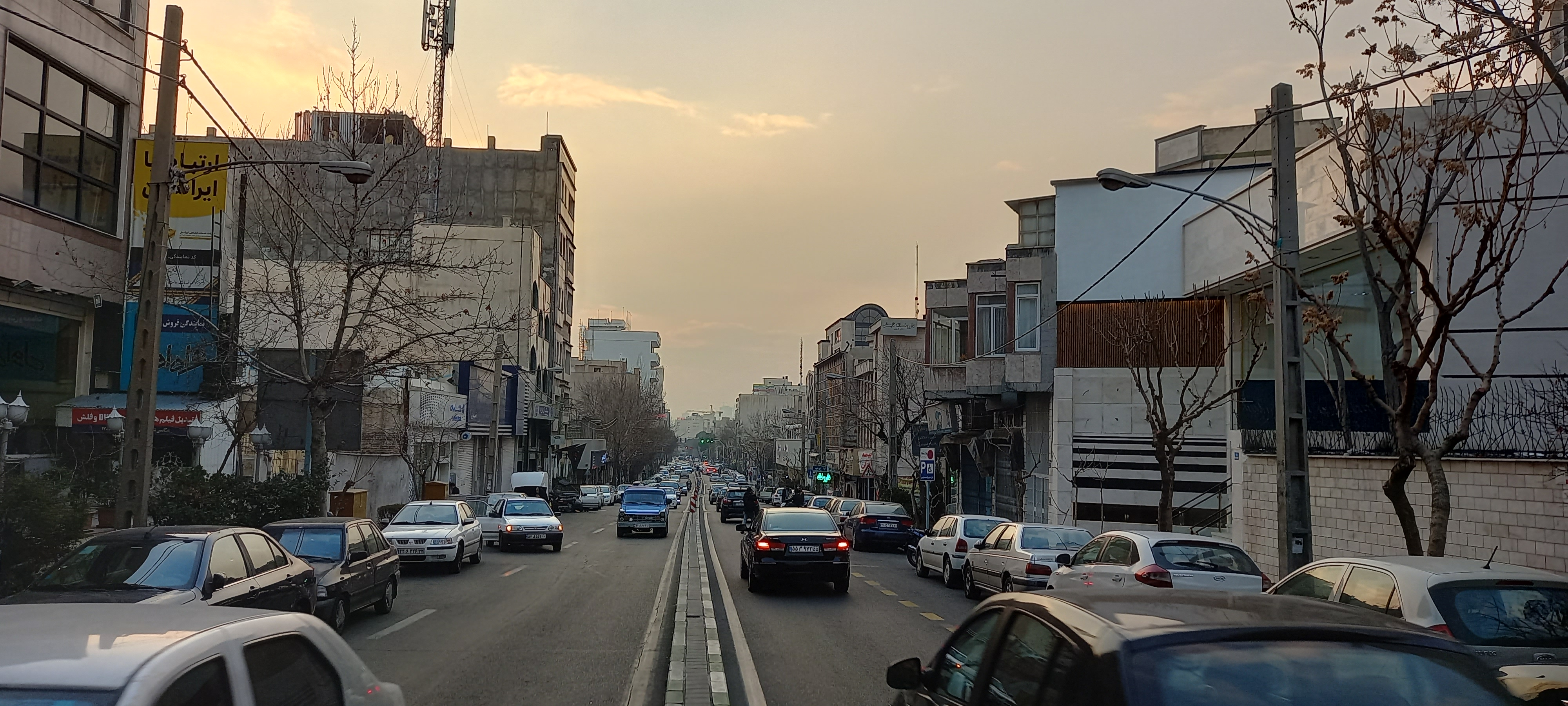
خیابان شهید کلاهدوز (دولت) در دی ۱۴۰۰

خیابان شهید یوسف کلاهدوز (نام پیشین: خیابان دولت) خیابانی در محله های قلهک و دروس در شمال تهران است. این خیابان که جهت شرقی-غربی دارد از خیابان پاسداران در سمت شرق شروع و تا خیابان شریعتی در سمت غرب امتداد می‌یابد. این خیابان به عنوان یکی از خیابانهای اصلی و پرتردد شمال تهران در برخی از ساعات شبانه روز دارای حجم ترافیکی بالایی است.
این خیابان از چهارراه پاسداران در شرق آغاز می‌شود، در طول مسیر به ترتیب از چهارراه دلبخواه (اختیاریه)، چهارراه دیباجی، چهارراه قنات، بلوار کاوه و سه‌راه نشاط عبور کرده و در غرب به خیابان شریعتی منتهی می‌شود.

## خطوط حمل و نقل عمومی
در این خیابان خط اتوبوس ۲۲۵ میدان قدس (متروی تجریش) به پایانه شهید دستواره (معصومی) در شمال میدان نوبنیاد، از ابتدا در چهارراه پاسداران تا خیابان شریعتی تردد دارد. در بخش شرقی خیابان از چهارراه پاسداران دسترسی به پایانه مغان امکان‌پذیر بوده و خط ۲۱۵ سوهانک به سه راه ضرابخانه (تقاطع خیابان شریعتی و پاسداران در تلاقی بزرگراه همت و زین الدین) مسافران را جابجا می‌نماید و در بخش غربی آن یعنی خیابان شریعتی علاوه بر ایستگاه متروی قلهک از خط یک مترو، خط اتوبوس پیچ شمیران به میدان قدس تردد دارد.